# Vittgöl
Vittgöl är en sjö i Lessebo kommun i Småland och ingår i Ronnebyåns huvudavrinningsområde. Vittgöl ligger i Stocksmyr Natura 2000-område.